# Senda de Oro
La Senda de Oro es un elemento argumental perteneciente a la saga de ciencia ficción Dune, de Frank Herbert. Gestada principalmente en los libros tercero y cuarto de dicha saga, continúa desarrollándose hasta el final de la saga.

## Papel en la saga
Actúa como un hilo argumental que estructura toda la saga. La visión de Leto II de una humanidad estancada por la visión de su padre Muad'Dib le obliga a comprimirla y hacerle sentir la opresión para que reaccione y se expanda por el universo. Pero tras la expansión se vislumbra el peligro, un Enemigo olvidado que se enfrentará a la Humanidad en Kralizec, la batalla del fin del universo.

### Hijos de Dune
En Hijos de Dune Leto II y Ghanima, los hijos prenacidos de Paul Atreides y Chani, tienen una visión que les muestra la extinción de la raza humana, debido al confinamiento y poca expansión del Imperio del Universo Conocido. Para evitarlo, hay que construir la Senda de Oro.
Una vez aceptada la piel de truchas de arena, se inicia la transformación de Leto II en un híbrido humano-gusano de arena. Busca al Muad'Dib, su padre, en el desierto y le explica lo que ha hecho: "Mi piel ya no es mi piel." Paul Muad'Dib ha visto también la necesidad, pero no ha podido enfrentarse a la pérdida de su propia humanidad que la Senda de Oro reclamaba.
Su nueva piel amplifica sus movimientos ejerciendo una fuerza sobrehumana, y le hace prácticamente invulnerable a cualquier ataque físico. La hibridación con el gusano de arena y participar en el ciclo de la melange le proporcionan una expectativa de vida milenaria, suficiente para que Leto II guíe a la humanidad por la Senda de Oro.

### Dios Emperador de Dune
Durante 3500 años Leto II ha establecido un imperio en paz militarizada, ha uniformizado las costumbres, los mitos, las celebraciones. Sus guerreras femeninas, las Habladoras-pez, aplastan con arrojo fanático cualquier indicio de resistencia a su Dios Emperador. Leto, convertido prácticamente en un gigantesco gusano de arena, ha asumido en sí la figura divina de Shai-Hulud, el Gusano que es Dios, al haberse extinguido los gusanos durante el proyecto de cambio ecológico de Arrakis.
El monopolio del emperador sobre la melange, unido a su irresistible fuerza militar, fanáticas religiosas de su Dios mantiene a todas las antiguas facciones bajo mínimos, al igual que a toda la población del Imperio. Las manifestaciones culturales decaen en un imperio estancado, que permanece sin cambios aparentes siglo tras siglo.
Desde la unión de su hermana Ghanima y del perturbador del hábito Harq al'Ada, Leto conduce su propio programa genético, buscando una cualidad en sus descendientes que asegure que ningún presciente pueda volver a congelar el futuro como hizo su padre. Y lo logra en Siona, la hija de su mayordomo y sobrino lejano Moneo Atreides. 
El día de la boda de Leto II con Hwi Noree, Siona y el último de una larga serie de gholas de Duncan Idaho que han acompañado al Dios Emperador durante su milenario reinado atacan a Leto y este se precipita al río Idaho. Las truchas de arena de su piel se desprenden buscando el agua, iniciando de nuevo el ciclo biológico de los gusanos de arena. Arrakis volverá a ser desierto.
En su agonía final, el Dios Emperador revela a Duncan y Siona las consecuencias de su Senda de Oro. A la Paz de Leto le seguirán grandes conflictos armados, una Hambruna generalizada y el desmoronamiento del Imperio. Tras ello, la humanidad estancada explosionará sobre el Universo buscando la libertad. Siona es invisible al oráculo presciente, por lo que sus descendientes y las acciones de éstos no podrán ser predichas. La Humanidad no volverá a caer en una sola mano nunca más.

### Herejes de Dune
Mil quinientos años después de la muerte del Tirano, Leto II, las gentes de la Dispersión empiezan a volver al antiguo Imperio de Millón de Mundos, cuna de la humanidad. Entre ellos vienen las Honoradas Matres, brutal imitación de las Reverendas Madres de la Bene Gesserit. Violentas y combativas, vienen al antiguo imperio a reagruparse y crear una base sobre la que lanzar un ataque sobre el Enemigo que las expulsó de la Dispersión.
Las Bene Gesserit reciben los últimos legados de Leto II: Sheeana, una descendiente de Siona, con la increíble capacidad de comunicarse con los nuevos gusanos de arena descendientes de Leto II, que según sus propias palabras guardan una "perla de mi consciencia" en su interior. Los gusanos y Sheena conducen al sietch Tabr a las Bene Gesserit, donde Leto les ha dejado un mensaje: Kralizec, la batalla del fin del Universo, se acerca.
Destruido Arrakis por las Honoradas Matres, no queda más gusano que el que se llevaron las Bene Geserit. El control que la presciencia de Leto II pudiera ejercer desde las "perlas de conciencia" de los gusanos desaparece con ellos.

### Casa Capitular Dune
La Madre Superiora Darwi Odrade tiene una curiosa presciencia que la avisa en todo lo que afecta a la supervivencia de la Bene Gesserit. Y durante toda la novela tiene visiones continuamente sobre el peligroso Enemigo que se cierne sobre ellas. La estrategia de Odrade es integrar a las Honoradas Matres en la Hermandad. Para ello, utilizará a Murbella, la Honorada Matre capturada y adiestrada en las formas Bene Gesserit, una hibridación poderosa y mortal.

### Cazadores de Dune y Gusanos de arena de Dune
En la continuación de la saga escrita por su hijo Brian Herbert y Kevin J. Anderson, se desvela la naturaleza del Enemigo que se enfrentará a la Humanidad en torno a la Nueva Hermandad formada por Murbella con las Bene Gesserit y las Honoradas Matres tras la muerte de Odrade: Omnius y Erasmus, la supermente y el robot que esclavizaron a la humanidad y que escaparon en última instancia tras su destrucción en la Yihad Butleriana.
Las Matres encontraron por descuido uno de los nuevos Planetas Sincronizados, en un universo paralelo, y Omnius las persigue inexorable, tras quince mil años de preparación, con la mayor flota jamás creada, buscando el exterminio de la raza humana. Kralizec, la batalla del fin del Universo predicha por Leto II ha llegado. De su desenlace depende la existencia de la Humanidad.

## Referencia bibliográfica
- Frank Herbert, Hijos de Dune. Ediciones Debolsillo: Barcelona, 2003. ISBN 978-84-9759-432-5
- Frank Herbert, Dios Emperador de Dune. Ediciones Debolsillo: Barcelona, 2003. ISBN 978-84-9759-748-7
- Frank Herbert, Herejes de Dune. Ediciones Debolsillo: Barcelona, 2003. ISBN 978-84-9759-731-9
- Frank Herbert, Casa Capitular Dune. Ediciones Debolsillo: Barcelona, 2003. ISBN 978-84-9759-770-8
- Brian Herbert, Kevin J. Anderson Cazadores de Dune. Plaza & Janés, Barcelona, 2008. ISBN 978-84-01-33679-9

- Datos: Q3478685